# Scriptoripoda excellens
Scriptoripoda excellens är en kvalsterart som beskrevs av P. Balogh 1985. Scriptoripoda excellens ingår i släktet Scriptoripoda och familjen Oripodidae. Inga underarter finns listade i Catalogue of Life.